# Нека судбина одлучи (3. део)
Епизода Нека судбина одлучи (3. део) је 1. епизода 11. сезоне серије "МЗИС: Лос Анђелес". Премијерно је приказана 29. септембра 2019. године на каналу ЦБС.

## Опис
Сценарио за епизоду је писао Кајл Харимото, а режирала ју је Кристин Мур.
Кален и Сем раде са капетаном војним Хармоном Рабом мл. на хватању шпијуна на БСД Савез. Хети покушава да спречи ракетни напад на Блиском истоку. Кензи и Дикс су заробљени у ЦИА-иној покретној једини у Ираку током напада.
У овој епизоди се појављују капетан Хармон Раб мл. и пуковница Сара Мекензи.

## Ликови

### Из серијеМЗИС: Лос Анђелес
- Крис О’Донел као Гриша Кален
- Данијела Руа као Кензи Блај
- Ерик Кристијан Олсен као Мартин А. Дикс
- Берет Фоа као Ерик Бил
- Рене Фелис Смит као Нел Џоунс
- Линда Хант као Хенријета Ленг
- Ел Ел Кул Џеј као Сем Хана

### Из серијеВојни адвокати
- Дејвид Џејмс Елиот као Хармон Раб мл.
- Кетрин Бел као Сара Мекензи